# Jardín Botánico de Salazar y Reserva de Flora
El Jardín Botánico de Salazar y Reserva de Flora (en portugués : Jardim Botânico de Salazar) es un jardín botánico miembro del SABONET, que se encuentra en Huambo, Angola. Su código de identificación internacional como institución botánica es LUA.

## Localización
Jardim botânico de Salazar, Instituto de Investigaçao Agronomica de Angola, C.P. 406, Huambo, Angola.

## Historia
El jardín botánico fue creado en 1907 como un centro educativo dedicado a la enseñanza.

## Colecciones
Sus colecciones reúnen unos 500 taxones, que se exhiben: 
- Invernadero
- Muestra taxonómica
- Muestra ecológica
- Patología de las plantas
- Reserva florística de la zona
- Herbario, creado en 1941 con unos 40 000 especímenes, entre los que se incluyen las importantes colecciones de: A.G. Barbosa, H.M. Biegel, N.C. Chase, M. daSilva, C. de Matos, B. de Winter, W. Giess, J. Gossweiler, O.A.Leistner, E.J. Mendes, F.A. Mendonça, R. Monteiro, F. Murta, J.A.Pereira, F. Raimundo, J.B. La totalidad de la colección fue transferida en 1995 al herbario de Luanda (LUAI) para una preservación más segura a causa de las guerrillas de UNITA que había en la zona.